# اس‌اس امپایر کراس‌بیل
اس‌اس امپایر کراس‌بیل (به انگلیسی: SS Empire Crossbill) یک زیردریایی بود که طول آن ۴۱۰ فوت ۰ اینچ (۱۲۴٫۹۷ متر) بود. این زیردریایی در سال ۱۹۱۹ ساخته شد.